# محمد البرتقالي
محمد البرتغالي واسمه محمد بن محمد الشيخ بن أبي زكرياء ‌الوطاسي، المعروف بأبي عبد الله البرتغالي ثاني ملوك الدولة الوطاسية بفاس. بويع بعد وفاة أبيه (سنة 910 هـ ونشط لاسترداد (آصيلا) من أيدي البرتغال فقاتلهم وخربها. واستولوا على ثغري آزمور و المعمورة، وفي أيامه ظهرت الدولة السعدية ببلاد السوس ثم بمراكش. وهاجم مراكش فعجز عن فتحها. واستمر إلى أن توفي بفاس حكم بين 1504 - 1525.

## فترة حكمه
آلت إليه الأمور بعد وفاة أبيه مؤسس الأسرة الوطاسية، حيث كان أكبر إخوته وكان البرتغاليون قد أسروه وهو صغير عندما احتلوا أصيلا سنة 1471 وتم إطلاق سراحه مع إخوته بعد أن قام والده بعقد هدنة مع البرتغاليين.
قام السلطان محمد البرتغالي بتكليف الحسن الوزان بالقيام برحلة إلى الممالك الإسلامية المجاورة.
شهدت فترة حكمه تدهور الأوضاع وانقسام البلاد من طرابلس شرقا إلى الرباط غربا، وانتقلت مدن الساحل في المغرب الأقصى إلى أيدي البرتغال والإسبان. وبسبب التوسع البرتغالي اضطر السكان للنزوح إلى الداخل وترك المدن الساحلية.

### حصار مراكش
سنة 1504 نزل البرتغاليين على مقربة من ميناء آزمور، وكان ميناء كبير على المحيط الأطلسي، ولكن لم يتم لهم احتلاله إلا عام 1513، كما استولو عام 1507 على ميناء أغادير وآسفي، ولما قام البرتغاليون باحتلال آزمور توغلوا منه جنوباً لفرض سيطرتهم على مازاكان، وحاولوا التقرب من حاكم مراكش لاستمالته إلى صفوفهم ولكنهم فشلوا، فتجمعت القوات البرتغالية مطلع سنة 1515 وحاصرت مراكش، لكن تدخل السلطان محمد البرتغالي أنقد الموقف وفشل الحصار.
فأرسلوا أسطولا عظيما إلى ميناء المعمورة ولكنهم أُجبِروا على الانسحاب في نفس السنة، فحاولوا استمالة الأعوان والعملاء مثل أولاد عمران والقواد مثل يحيى بن أوتاقوت ومع ذلك لم تسقط المعمورة في أيديهم إلا بعد مقاومة شعبية عنيفة أواخر 1515.
رغم تبني محمد البرتغالي لسياسة الجهاد ضد المسيحيين لم يفلح في كسب رعاياه، والسبب عدم تدخل الوطاسيين لإنقاد غرناطة من السقوط في الوقت المناسب، فاعتبرها السكان انعدام للنخوة والنجدة الإسلامية، فأثارت هذا المواقف استياء الشعب ضد نظام الحكم الجديد، رغم المحاولات التي بذلها محمد البرتغالي في شمال المغرب.